# August legnicki

Herb księstwa legnickiego

August (ur. 21 sierpnia 1627, zm. 14 maja 1679 w Siemisławicach koło Przeworna) – hrabia legnicki.
August był synem piastowskiego księcia Jana Chrystiana i jego drugiej małżonki Anny Jadwigi von Sitzsch. Drugie małżeństwo Jana Chrystiana uznane zostało za morganatyczne (a więc bez praw do dziedziczenia). Status matki Jana Chrystiana podniósł się dopiero w wyniku nadania tytułu baronowej przez cesarza Ferdynanda II 7 grudnia 1627. Wkrótce, 18 lutego 1628 również Augusta uhonorowano tytułem barona.
Młodość barona ze względu na wybuch wojny trzydziestoletniej upłynęła w Toruniu i Ostródzie (gdzie w 1639 zmarli jego rodzice).
W 1675 zmarł ostatni piastowski książę legnicko-brzeski Jerzy Wilhelm. August zdecydował się wówczas, pomimo wątpliwych praw do dziedzictwa, podnieść swoje pretensje do spadku. Zasadniczym dowodem miał być fakt, że układ z 24 czerwca 1626 pozbawiający potomstwo Anny Jadwigi von Sitzsch prawa do dziedziczenia miał obowiązywać tylko do śmierci potomków z pierwszego małżeństwa.
Roszczenia Augusta ostatecznie zostały odrzucone, a tytułem odszkodowania cesarz Leopold I przyznał baronowi dość wysoką roczną rentę.
Z dziedzictwa Piastów zostały Augustowi wyłącznie dwa majątki: okręg Przeworno, oraz Kantorowice koło Brzegu.
12 stycznia 1664 August został podniesiony do godności hrabiego legnickiego.
Hrabia legnicki August zmarł 14 maja 1679 w swoim zamku w Siedmiosławicach (Siemisławicach) i 28 września 1679 został pochowany w kościele Świętej Trójcy w Przewornie.
Był dwukrotnie żonaty. Pierwszą małżonką była wdowa po baronie Karolu z Zaradek Elżbieta z Ruppy, z którą August dochował się trójki dzieci (zmarłego w dzieciństwie Chrystiana Augusta, oraz córek: Anny Ludwiki Elżbiety i Joanny Elżbiety). Po śmierci Elżbiety 25 kwietnia 1660 August ożenił się z Elżbietą Charlottą, księżniczką Nassau-Dillenburg. Drugie małżeństwo pozostało bezdzietne.